# Capitaine Christy
'Capitaine Christy' est un cultivar de rosier obtenu en 1873 par  le rosiériste lyonnais Lacharme qui le dédie à un amateur de  roses londonien. Ce rosier a connu un certain succès à son époque pour la couleur rose carné subtile de ses fleurs, surtout auprès des fleuristes pour la confection des bouquets,. Il est issu de 'Victor Verdier' (Lacharme, 1859) x 'Safrano' (Beauregard, 1839). Cette variété est toujours commercialisée, tant en France que dans d'autres pays.

## Description
Cet hybride remontant présente de grosses fleurs de 11 cm doubles (40 pétales) d'un rose carné très tendre au cœur plus vif, couleur nouvelle pour son époque. Elles s'ouvrent en coupe, prenant ensuite la forme d'une pivoine et sont légèrement parfumées aux notes citronnées. 
Son buisson érigé s'élève à environ 150 cm. Son feuillage vert foncé est à trois ou cinq folioles. Cette variété supporte les hivers très rigoureux (-30°). 
Cette variété a obtenu un certificat de mérite à Lyon en 1873 et plusieurs médailles au Royaume-Uni les années suivantes. L'écrivain russe Anton Tchekhov prisait cette rose qu'il avait plantée dans le jardin de sa villa de Yalta en Crimée.

## Descendance
Un sport grimpant, 'Capitaine Christy grimpant' ou 'Captain Christy Climbing', dans les pays anglophones, est découvert par la veuve Ducher en 1881. Il peut s'élever à 3 mètres, parfois plus.
Par croisement avec 'La France', il a donné 'Principessa di Napoli' (Lodi, 1897).